# Crocidura usambarae
Crocidura usambarae — вид ссавців родини Soricidae. Це ендемік району Бумбулі регіону Танга в Танзанії. Його природне середовище існування — субтропічні або тропічні вологі гірські ліси гір Усамбара.